# Mnesarete hauxwelli
Mnesarete hauxwelli – gatunek ważki z rodziny świteziankowatych (Calopterygidae). Występuje na terenie Ameryki Południowej.